# إيفون فاريل
إيفون فاريل (بالإنجليزية: Yvonne Farrell) (و. 1951  م) هي مهندسة معمارية أيرلندية، ولدت في مقاطعة أوفالي، حصلت على جائزة بريتزكر (2020) مع شيلي مكنمارا.

## جوائز
حصلت على جوائز منها:
- جائزة جين درو [الإنجليزية]‏ (2015)
- جائزة ريبا[6]